# ひふみかおり
ひふみ かおり（本名：高橋香織、1972年11月16日 - 2016年10月2日）は、日本の歌手、女優。アイドルグループ制服向上委員会の元メンバー（当時の芸名は高瀬あやの、のちA-YA）。“木内裕子”“高瀬彩乃”として出演経験もあり。
1995年10月21日、シングル「究極のMENU」でソロデビュー。その後2000年までにシングル10枚、ミニアルバム1枚、フルアルバム3枚をリリース。2005年、ミュージシャンの佐々木潤と結婚。
最後の所属事務所はフロム・ファーストプロダクション。

## ディスコグラフィ

### シングル
- 究極のMENU (1995/10/21)
- Everybody go!go!go! (1996/01/23)
- 悲しむのはシャクだから (1996/04/22)
- 愛でしなさい (1997/10/21)
- 裸のまま (1998/03/05)
- mothers (1998/07/21)
- 赤の太陽 (1998/11/11)
- 明けない空 (1999/11/17)隣人は秘かに笑うOP
- 喜びの詩 (2000/03/02)
- refrain (2000/07/19)

### ミニアルバム
- TIME & SPACE (1996/12/16)

### アルバム
- WILD MILD ENERGY (1996/05/21)
- ガーベラの丘 (1998/08/21)
- shadow play (2000/08/18)

## 女優業

### 映画
- ひまわり (2000年／行定勲監督)
- Swing Man (2000年／前田哲監督)
- 美脚迷路 (2001年／廣木隆一監督)
- 理髪店主のかなしみ (2002年／廣木隆一監督)
- L'amant ラマン (2005年／廣木隆一監督)

### ドラマ
- Hammer head (2001年／高橋栄樹監督)
- アイノウタ (2002年／廣木隆一監督)
- 怪談新耳袋(サードシーズン) (2004年)
- ケータイ刑事 銭形泪(セカンドシーズン) (2004年)
- 大奥〜第一章〜 (2004年)

### ドラマCD
- 金田一少年の事件簿 死神病院殺人事件（愛河翔子）